# Haineaultita
La haineaultita és un mineral de la classe dels silicats, que pertany al grup de la zorita. Rep el nom en honor del col·leccionista i distribuïdor de minerals canadenc Gilles Haineault (16 de juny de 1946), prolífic col·leccionista i una autoritat sobre els minerals del Mont Saint-Hilaire.

## Característiques
La haineaultita és un silicat de fórmula química (Na,Ca)₅Ca(Ti,Nb)₅Si₁₂O₃₄(OH,F)₈(H₂O)·4H₂O. Va ser aprovada com a espècie vàlida per l'Associació Mineralògica Internacional l'any 1997. Cristal·litza en el sistema ortoròmbic. La seva duresa a l'escala de Mohs es troba entre 3 i 4.
Segons la classificació de Nickel-Strunz, la haineaultita pertany a «09.DG - Inosilicats amb 3 cadenes senzilles i múltiples periòdiques» juntament amb els següents minerals: bustamita, ferrobustamita, pectolita, serandita, wol·lastonita, wol·lastonita-1A, cascandita, plombierita, clinotobermorita, riversideïta, tobermorita, foshagita, jennita, paraumbita, umbita, sørensenita, xonotlita, hil·lebrandita, zorita, chivruaïta, epididimita, eudidimita, elpidita, fenaksita, litidionita, manaksita, tinaksita, tokkoïta, senkevichita, canasita, fluorcanasita, miserita, frankamenita, charoïta, yuksporita i eveslogita.

## Formació i jaciments
Va ser descoberta a la pedrera Poudrette, dins el municipi regional de comtat de La Vallée-du-Richelieu, a Montérégie (Quebec, Canadà), tractant-se de l'únic indret de tot el planeta on ha estat descrita aquesta espècie mineral.